# 9481 Menchú
9481 Menchú là một tiểu hành tinh vành đai chính với chu kỳ quỹ đạo là 1263.8917946 ngày (3.46 năm).
Nó được phát hiện ngày 24 tháng 9 năm 1960.